# Glandularia mendocina
Glandularia mendocina là một loài thực vật có hoa trong họ Cỏ roi ngựa. Loài này được (Phil.) Covas & Schnack mô tả khoa học đầu tiên năm 1944.